# Championnat des Fidji de football 2008
Navigation
Saison précédente Saison suivante
La saison 2008 du Championnat des Fidji de football est la trente-deuxième édition du championnat de première division aux Fidji. Le championnat regroupe dix équipes du pays au sein d'une poule unique, où ils s'affrontent une seule fois. À la fin de ce premier tour, les six premiers disputent le Super Six, la poule pour le titre tandis que les quatre derniers jouent la poule de relégation qui voit le dernier du classement disputer un barrage de promotion-relégation face au champion de Premier Division, la deuxième division fidjienne. C'est la dernière édition sous ce format; la saison prochaine sera organisée sous la forme classique de matchs aller-retour entre toutes les équipes.
C'est le club de Ba FC qui remporte la compétition après avoir terminé en tête du classement du Super Six, avec trois points d'avance sur le tenant du titre, Labasa FC et dix sur Ba FC. C'est le quinzième titre de champion de l'histoire du club.
Afin de suivre le calendrier de la Ligue des champions de l'OFC (de septembre à avril), c'est le club classé en tête à l'issue de la première phase et non le champion qui obtient son billet pour l'édition 2008-2009.

## Les clubs participants
| - Ba FC - Lautoka FC - Navua FC - Rewa FC - Suva FC | - Labasa FC - Nadi FC - Nadroga FC - Tavua FC - Nasinu FC |

## Compétition

### Première phase
Le barème utilisé pour établir le classement est le suivant :
- Victoire : 3 points
- Match nul : 1 point
- Défaite : 0 point

| Rang | Équipe     | Pts | J | G | N | P | Bp | Bc | Diff |
| ---- | ---------- | --- | - | - | - | - | -- | -- | ---- |
| 1    | Ba FC      | 21  | 9 | 7 | 0 | 2 | 36 | 9  | +27  |
| 2    | Lautoka FC | 19  | 9 | 6 | 1 | 2 | 31 | 11 | +20  |
| 3    | Labasa FCT | 18  | 9 | 6 | 0 | 3 | 19 | 11 | +8   |
| 4    | Nadi FC    | 18  | 9 | 6 | 0 | 3 | 15 | 10 | +5   |
| 5    | Rewa FC    | 17  | 9 | 5 | 2 | 2 | 12 | 7  | +5   |
| 6    | Suva FC    | 16  | 9 | 5 | 1 | 3 | 16 | 8  | +8   |
| 7    | Navua FC   | 13  | 9 | 4 | 1 | 4 | 15 | 10 | +5   |
| 8    | Nadroga FC | 7   | 9 | 2 | 1 | 6 | 9  | 26 | -17  |
| 9    | Tavua FC   | 1   | 9 | 0 | 1 | 8 | 6  | 28 | -22  |
| 10   | Nasinu FC  | 1   | 9 | 0 | 1 | 8 | 5  | 44 | -39  |

|  | Qualification pour la Ligue des champions 2008-2009 et pour le Super Six |
|  | Participation au Super Six                                               |
|  | Participation au barrage de relégation                                   |
|  | T: Tenant du titre C: Vainqueur de la Coupe des Fidji                    |

### Seconde phase

#### Super Six
| Rang | Équipe     | Pts | J  | G | N | P | Bp | Bc | Diff |  | Résultats (▼ dom., ► ext.) | Ba  | Lab | Nad | Lau | Rew | Suv |
| ---- | ---------- | --- | -- | - | - | - | -- | -- | ---- |  | -------------------------- | --- | --- | --- | --- | --- | --- |
| 1    | Ba FC      | 24  | 10 | 7 | 3 | 0 | 22 | 5  | +17  |  | Ba FC                      |     | 3-2 | 1-1 | 0-0 | 3-1 | 4-0 |
| 2    | Labasa FCT | 21  | 10 | 7 | 0 | 3 | 18 | 10 | +8   |  | Labasa FCT                 | 0-2 |     | 4-0 | 2-1 | 1-0 | 2-1 |
| 3    | Nadi FC    | 14  | 10 | 4 | 2 | 4 | 13 | 19 | -6   |  | Nadi FC                    | 0-0 | 1-4 |     | 2-1 | 1-0 | 2-4 |
| 4    | Lautoka FC | 13  | 10 | 4 | 1 | 5 | 16 | 14 | +2   |  | Lautoka FC                 | 0-2 | 0-2 | 2-0 |     | 4-2 | 3-0 |
| 5    | Rewa FC    | 12  | 10 | 4 | 0 | 6 | 12 | 15 | -3   |  | Rewa FC                    | 1-3 | 2-0 | 1-2 | 2-1 |     | 1-0 |
| 6    | Suva FC    | 3   | 10 | 1 | 0 | 9 | 9  | 27 | -18  |  | Suva FC                    | 0-4 | 0-1 | 2-4 | 2-4 | 0-2 |     |

|  | Champion des Fidji 2008 |
|  | T: Tenant du titre      |

#### Poule de relégation
| Rang | Équipe     | Pts | J | G | N | P | Bp | Bc | Diff |  | Résultats (▼ dom., ► ext.) | Nav | Nas | Tav  | Nad |
| ---- | ---------- | --- | - | - | - | - | -- | -- | ---- |  | -------------------------- | --- | --- | ---- | --- |
| 1    | Navua FCC  | 16  | 6 | 5 | 1 | 0 | 35 | 3  | +32  |  | Navua FCC                  |     | 9-0 | 12-0 | 5-0 |
| 2    | Nasinu FC  | 7   | 6 | 2 | 1 | 3 | 8  | 19 | -11  |  | Nasinu FC                  | 1-5 |     | 3-0  | 0-2 |
| 3    | Tavua FC   | 7   | 6 | 2 | 1 | 3 | 7  | 21 | -14  |  | Tavua FC                   | 0-2 | 2-2 |      | 3-1 |
| 4    | Nadroga FC | 4   | 6 | 1 | 1 | 4 | 7  | 14 | -7   |  | Nadroga FC                 | 2-2 | 1-2 | 1-2  |     |

|  | Participation au barrage de promotion-relégation |
|  | C: Vainqueur de la Coupe des Fidji               |

#### Barrage de promotion-relégation
| Équipe 1   | Résultat | Équipe 2                  | Aller | Retour |
| ---------- | -------- | ------------------------- | ----- | ------ |
| Nadroga FC | 1 - 0    | (D2) Tailevu Naitasiri FC | 1 - 1 | 2 - 1  |

- Les deux clubs se maintiennent dans leurs championnats respectifs.

## Bilan de la saison
| Championnat des Fidji de football 2008-2009                        |                   |
| Champion                                                           | Ba FC (15e titre) |
| Coupes et trophées                                                 |                   |
| Vainqueur de la Coupe des Fidji 2008-2009                          | Navua FC          |
| Qualifications continentales                                       |                   |
| Ligue des champions de l'OFC 2008-2009                             | Ba FC             |
| Promotions et relégations                                          |                   |
| Promus en Championnat des Fidji de football                        | Aucun             |
| Relégués en Championnat des Fidji de football de deuxième division | Aucun             |